# Анс-а-Ву
Анс-а-Ву (гаїт. креол. Ansavo) — місто в департаменті Ніппес, Гаїті.
Має населення 55 138 осіб.